# Bas Kast
Bas Kast (Landau in der Pfalz, 16 gennaio 1973) è uno scrittore tedesco.

## Biografia
Bas Kast è nato a Landau in der Pfalz, una città extracircondariale della Renania-Palatino. Ha studiato prima alla scuola europea di Monaco e poi ha studiato psicologia e biologia all'Università di Costanza. Successivamente si è trasferito negli Stati Uniti dove ha studiato al Massachusetts Institute of Technology, con l'illustre scienziato statunitense Marvin Minsky. Kast ha anche fatto parte del prestigioso Studienstiftung, la più grande fondazione tedesca che incoraggia e sostiene gli studenti più brillanti e meritevoli.
Terminati gli studi, iniziò a lavorare come freelance per il settimanale Die Zeit ed alcune altre riviste tedesche meno conosciute, per poi diventare reporter per il quotidiano berlinese "Der Tagesspiegel". I suoi articoli gli hanno valso numerosi premi, tra cui “Axel-Springer-Preis” nel 2002 per il suo famoso articolo “Was ist Mitgefühl?”, il “Heureka-Journalistenpreis” nel 2004 e il “European Science Writers Award” nel 2006  Archiviato il 6 ottobre 2014 in Internet Archive..
In parallelo alla sua attività giornalistica, Kast ha scritto alcuni libri di divulgazione scientifica, che sono stati tradotti anche in altre lingue.

## Pubblicazioni
- Revolution im Kopf - (2003)
- Die Liebe  - (2004)
- Wie der Bauch dem Kopf beim Denken hilft – (2007)
- Ich weiß nicht, was ich wollen soll – (2012)